# Vladyslav Ohirja
Vladyslav Leonidovyč Ohirja (in ucraino Владислав Леонідович Огіря?; Hirs'ke, 3 aprile 1990) è un calciatore ucraino, centrocampista del Lisne.

## Carriera

### Club
Ha giocato nella prima divisione dei campionati ucraino e kazako.
Nel marzo 2024 scade il suo contratto con la squadra del Polіssja Žytomyr.

### Nazionale
Ha giocato nella nazionale ucraina Under-19.

## Statistiche
Statistiche aggiornate al 5 novembre 2023.

### Presenze e reti nei club
| Stagione        | Squadra         | Campionato      | Campionato | Campionato | Coppe nazionali | Coppe nazionali | Coppe nazionali | Coppe continentali | Coppe continentali | Coppe continentali | Altre coppe | Altre coppe | Altre coppe | Totale | Totale | Totale |
| Stagione        | Squadra         | Comp            | Pres       | Reti       | Comp            | Pres            | Reti            | Comp               | Pres               | Reti               | Comp        | Pres        | Reti        | Pres   | Reti   |        |
| --------------- | --------------- | --------------- | ---------- | ---------- | --------------- | --------------- | --------------- | ------------------ | ------------------ | ------------------ | ----------- | ----------- | ----------- | ------ | ------ | ------ |
| 2014-2015       | Olimpik Donec'k | PL              | 22         | 0          | CU              | 6               | 0               |                    | -                  | -                  |             | -           | -           | 26     | 0      |        |
| 2017-2018       | Desna Černihiv  | PL              | 11         | 0          | CU              | 2               | 0               |                    | -                  | -                  |             | -           | -           | 13     | 0      |        |
| 2018-2019       | Desna Černihiv  | PL              | 28         | 0          | CU              | 1               | 0               |                    | -                  | -                  |             | -           | -           | 29     | 0      |        |
| 2019-2020       | Desna Černihiv  | PL              | 28         | 0          | CU              | 0               | 0               |                    | -                  | -                  |             | -           | -           | 28     | 0      |        |
| 2020-2021       | Desna Černihiv  | PL              | 24         | 0          | CU              | 2               | 0               | UEL                | 1                  | 0                  |             | -           | -           | 27     | 0      |        |
| Totale carriera | Totale carriera | Totale carriera | 113        | 0          |                 | 11              | 0               |                    | 1                  | 0                  |             | -           | -           | 123    | 0      |        |

## Palmarès

### Club

#### Competizioni nazionali
- Perša Liha: 2

Olimpik Donec'k: 2013-2014
Polіssja Žytomyr: 2022-2023